# Élections locales nord-irlandaises de 2014
Les élections locales nord-irlandaises de 2014 se déroulent le 22 mai 2014.

## Résultats
| Partis | Partis                                   | Voix    | Voix  | Voix          | Total des sièges | Total des sièges |
| Partis | Partis                                   | Votes   | %     | +/−           | Sièges           | +/−              |
| ------ | ---------------------------------------- | ------- | ----- | ------------- | ---------------- | ---------------- |
|        | Sinn Féin                                | 151 137 | 24,1  | 0,7           | 105 / 462        | 10               |
|        | Parti unioniste démocrate                | 144 928 | 23,1  | 4,1           | 130 / 462        | 15               |
|        | Parti unioniste d'Ulster                 | 101 385 | 16,1  | 0,9           | 88 / 462         | 11               |
|        | Parti social-démocrate et travailliste   | 85 237  | 13,6  | 1,4           | 66 / 462         | 1                |
|        | Parti de l'Alliance d'Irlande du Nord    | 41 769  | 6,7   | 0,7           | 32 / 462         | 2                |
|        | Voix unioniste traditionnelle            | 28 310  | 4,5   | 2,5           | 13 / 462         | 10               |
|        | Parti unioniste progressiste             | 12 753  | 2,0   | 1,4           | 4 / 462          | 3                |
|        | NI21                                     | 11 495  | 1,8   | Nv.           | 1 / 462          | Nv.              |
|        | Parti pour l'indépendance du Royaume-Uni | 9 311   | 1,4   | 1,0           | 3 / 462          | 2                |
|        | Parti vert                               | 5 515   | 0,8   | 0,2           | 4 / 462          | 3                |
|        | Parti conservateur                       | 2 527   | 0,4   | 0,2           | 0 / 462          | en stagnation    |
|        | Le Peuple avant le profit                | 1 923   | 0,3   | en stagnation | 1 / 462          | 1                |
|        | Autres                                   |         |       |               | 15 / 462         |                  |
| Total  | Total                                    |         | 100,0 | en stagnation | 462 / 462        | 121              |